# CHU – Centre Oscar-Lambret
CHU – Centre Oscar-Lambret – stacja metra w Lille, położona na linii 1. Znajduje się w Lille, w  dzielnicy Lille-Sud.
Została oficjalnie otwarta 2 maja 1984 pod nazwą „CHR Oscar-Lambret”. Obsługuje pobliski szpital Claude-Huriez.